# Roanoke (Alabama)
 Roanoke, Alabama és una població dels Estats Units a l'estat d'Alabama. Segons el cens del 2000 tenia 6.563 habitants.

## Demografia
Segons el cens del 2000, Roanoke tenia 6.563 habitants, 2.467 habitatges, i 1.660 famílies La densitat de població era de 134,7 habitants/km².
Dels 2.467 habitatges en un 30,6% hi vivien nens de menys de 18 anys, en un 46,9% hi vivien parelles casades, en un 17,3% dones solteres, i en un 32,7% no eren unitats familiars. En el 30,2% dels habitatges hi vivien persones soles el 13,5% de les quals corresponia a persones de 65 anys o més que vivien soles. El nombre mitjà de persones vivint en cada habitatge era de 2,51 i el nombre mitjà de persones que vivien en cada família era de 3,12.
Per edats la població es repartia de la següent manera: un 26% tenia menys de 18 anys, un 8,7% entre 18 i 24, un 25,3% entre 25 i 44, un 20,8% de 45 a 60 i un 19,2% 65 anys o més.
L'edat mediana era de 37 anys. Per cada 100 dones hi havia 86,8 homes. Per cada 100 dones de 18 o més anys hi havia 79,4 homes.
La renda mediana per habitatge era de 26.946 $ i la renda mediana per família de 32.405 $. Els homes tenien una renda mediana de 29.594 $ mentre que les dones 22.135 $. La renda per capita de la població era de 14.088 $. Aproximadament l'11,9% de les famílies i el 18,6% de la població estaven per davall del llindar de pobresa.

## Poblacions properes
El següent diagrama mostra les poblacions més properes.